# ウィンザーの陽気な女房たち

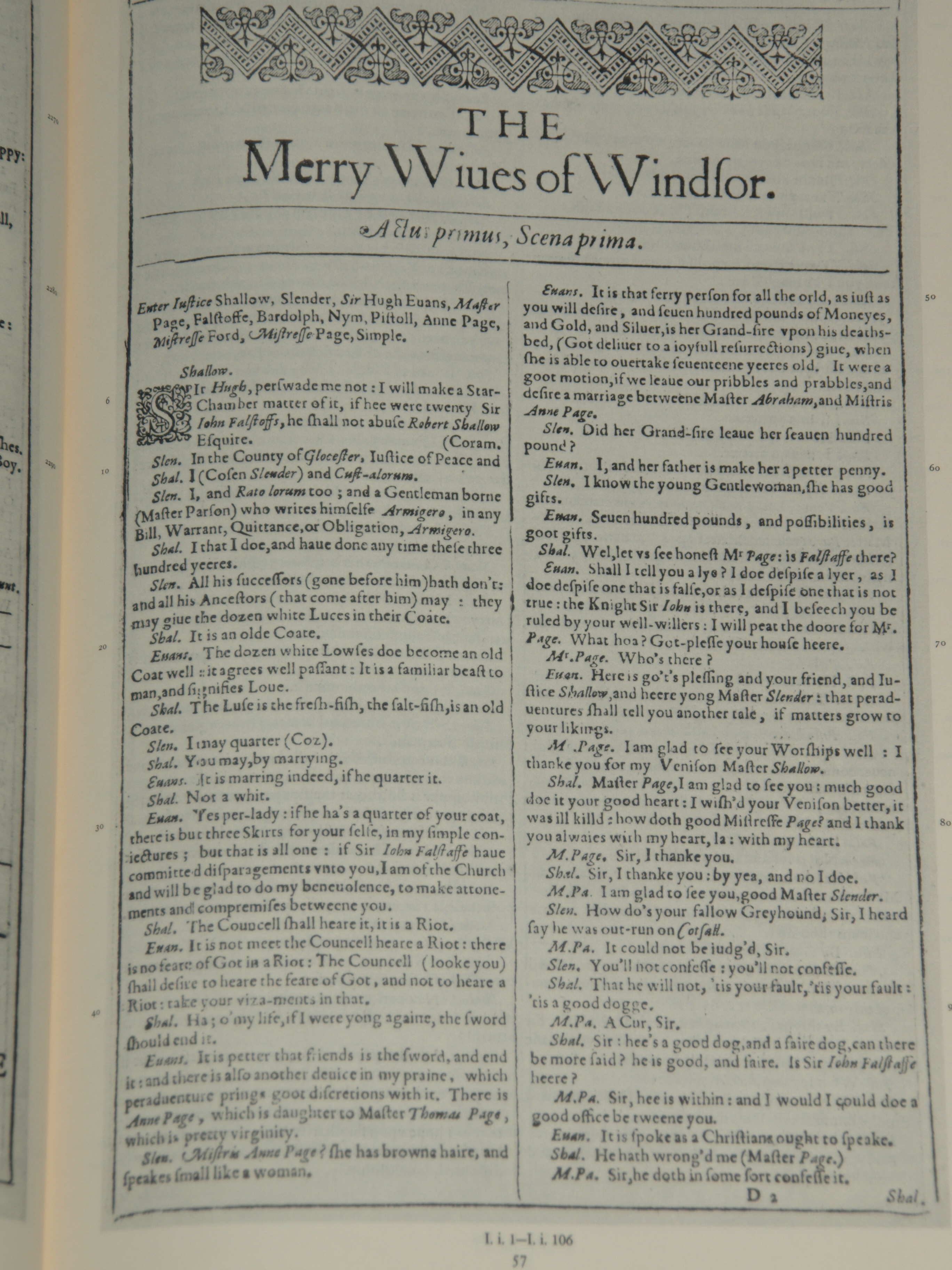
ファースト・フォリオ（1623年）の『ウィンザーの陽気な女房たち』のタイトルページ

『ウィンザーの陽気な女房たち』（ウィンザーのようきなにょうぼうたち、The Merry Wives of Windsor）は、ウィリアム・シェイクスピア作の喜劇である。

## 概説
出版は1602年だが、書かれたのは1597年より前だと考えられている。
太っちょ騎士フォルスタッフが主人公で、フォルスタッフは既に『ヘンリー四世 第1部』と『ヘンリー四世 第2部』に登場している。
タイトルに含まれている「ウィンザー」はイングランド、バークシャーにあるウィンザー城への言及である。
ヘンリー4世の治世頃を扱っているはずであるが、一切辻褄合わせなどはせずに同時代のエリザベス朝イングランドの中流階級の生活を扱っており、シェイクスピアとしては唯一の「現代劇」である。
ヴェルディ『ファルスタッフ』（1893年）、オットー・ニコライ『ウィンザーの陽気な女房たち』（1849年）など、たびたびオペラ化されている。

## 登場人物

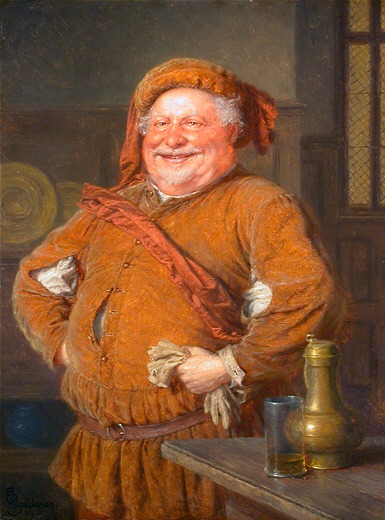
フォルスタッフ（Eduard von Grützner画）

- サー・ジョン・フォルスタッフ（Sir John Falstaff）
- フェントン（Fenton） - 若い紳士。
- シャロウ（Shallow） - 治安判事。
- スレンダー（Slender） - シャロウの従兄弟。
- フォード（Ford） - ウィンザーに住む紳士。
- ペイジ（Page） - ウィンザーに住む紳士。
- ウィリアム・ペイジ（William Page） - 少年。ペイジの息子。
- サー・ヒュー・エヴァンズ（Sir Hugh Evans） - ウェールズ人牧師。
- キーズ（カイアス）医師（Doctor Caius） - フランス人医師。
- ガーター亭の主人（The Host of the Garter Inn）
- フォルスタッフの子分たち
  - バードルフ（Bardolph）
  - ピストル（Pistol）
  - ニム（Nym）
- ロビン（Robin） - フォルスタッフの小姓。
- シンプル（Simple） - スレンダーの召使い。
- ラグビー（Rugby） - キーズ医師の召使い。
- フォード夫人（Mistress Ford）
- ペイジ夫人（Mistress Page）
- アン・ペイジ（Mistress Anne Page） - その娘。フェントンに恋する。
- クィックリー夫人（Mistress Quickly） - キーズ医師の使用人。
- ペイジ、フォードの召使いたち

## あらすじ
この劇では、中世（1400年頃）が舞台の『ヘンリー四世』の登場人物だったサー・ジョン・フォルスタッフを、執筆当時（1600年頃）に登場させている。
ウィンザーにやってきたフォルスタッフは金に困っている。そこで、ウィンザーの裕福な女房たち、フォード夫人とペイジ夫人に言い寄ることにする。フォルスタッフは名前だけ変えて内容はまったく同じラブレターを送ることにし、子分のピストルとニムに届けさせようとしたが、2人がそれを拒んだので首にする。ピストルとニムはフォルスタッフの企みを夫のフォードとペイジにばらす。ペイジはさほど心配しないが、嫉妬深いフォードは気にする。そこでフォードは「ブルック」と偽って、フォルスタッフに紹介してくれるようガーター亭の主人に頼む。
ペイジ夫妻の娘アン・ペイジを得ようとする3人の男（フェントン、スレンダー、キーズ医師）がいる。ペイジ夫人はフランス人のキーズ医師との結婚を望むが、ペイジはスレンダーがいいと思っている。しかし、アン本人が好きなのはフェントンである。ペイジは財産を食いつぶしたことでフェントンが気に入らない。
ウェールズ人牧師のヒュー・エヴァンズはスレンダーのために、アンと親しいキーズ博士の使用人クィックリー夫人に協力を求めるが、それをキーズ医師に知られる。キーズ医師はエヴァンズに決闘を申し込む。しかし、ガーター亭の主人がエヴァンズに違う場所を告げ、決闘はなんとか回避される。

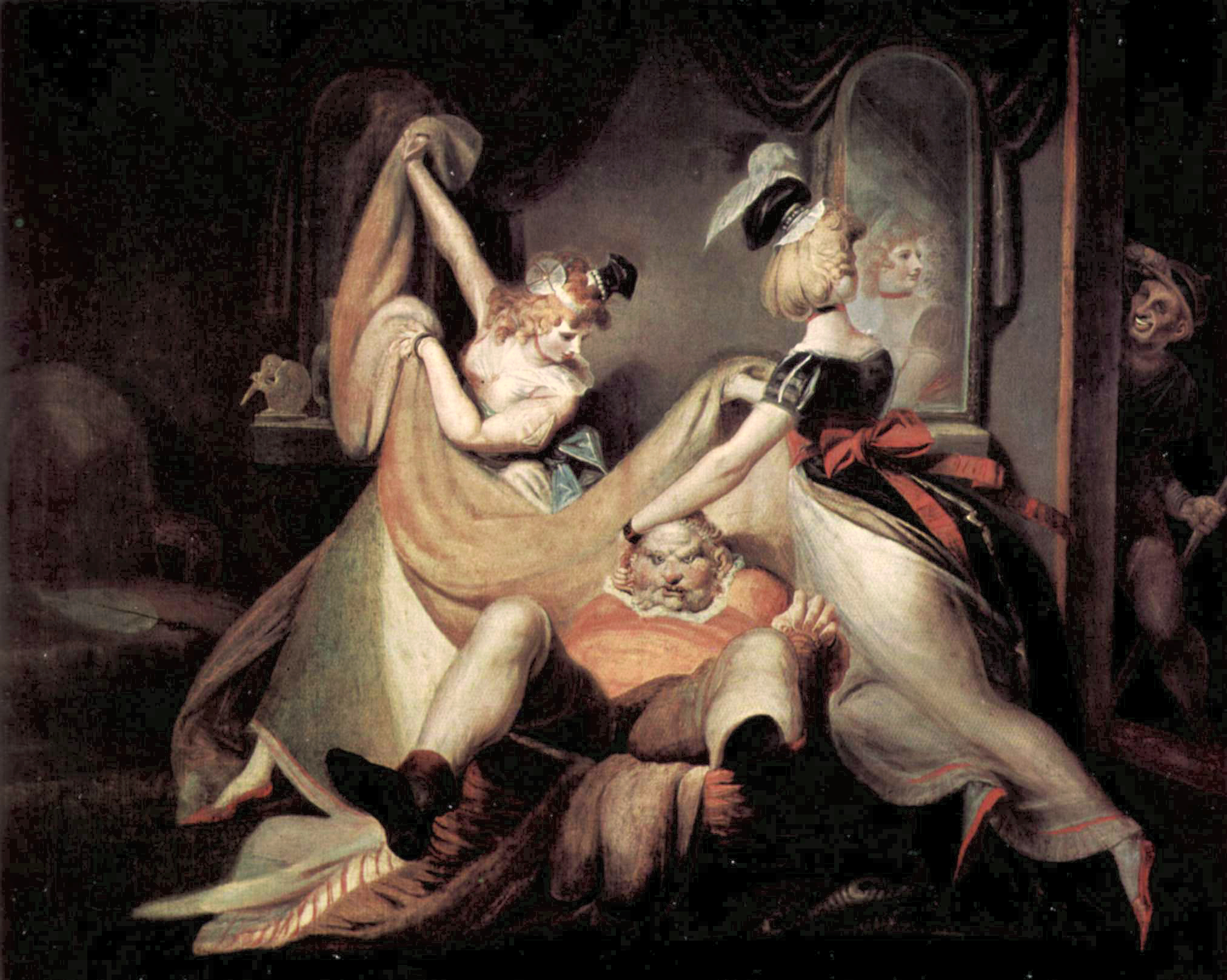
ヨハン・ハインリヒ・フュースリー画『洗濯籠のフォルスタッフ』（1792年）

フォルスタッフから恋文を受け取った女房たちは、そのことをお互いに打ち明ける。そして、名前を除けば手紙がまったく同じものだと知る。女房たちは年老りででぶのフォルスタッフにはなから興味がなかったが、懲らしめてやろうと、フォルスタッフの誘いに乗ったふりをする。フォード夫人は夫の留守中に家に訪ねるよう、クィックリー夫人を通してフォルスタッフに伝える。
「ブルック」に化けたフォードはフォルスタッフに会って、フォード夫人に恋していると嘘を言う。そして、自分とフォード夫人をとりもってくれるよう、大金を渡してフォルスタッフに頼む。女房の浮気を立証するためである。フォルスタッフはフォード夫人から誘われていることをブルック＝フォードに打ち明ける。
フォルスタッフはフォード夫人に会いに行く。フォード夫人はフォルスタッフを汚れ物の入った洗濯籠の中に隠し、使用人たちに籠を川に捨てるよう命令する。そこにフォードが帰ってくるが、フォードはフォルスタッフを見つけられなくて悔しがる。
しかし、それにも懲りず、フォルスタッフは再度フォード夫人に会いに行く。そこにまたフォードが来て、フォード夫人は今度はフォルスタッフを太った女性に変装させて逃がす。フォルスタッフにとっては毎回踏んだり蹴ったりである。
女房たちは自分たちのやったことを夫たちに打ち明け、今度は全員でフォルスタッフを懲らしめることにする。
フォード夫人から、「狩人ハーン（Herne the Hunter）」の恰好をして、ウィンザーの森（現在のウインザー・グレート・パーク Windsor Great Park）のオークの木の下で待つように言われ、やってきたフォルスタッフだが、そこにフェアリーに変装したアンや子供たちが現れ、仰天する。この時、ペイジはスレンダーに、ペイジ夫人はキーズ医師に、妖精に扮したアンを連れ出し教会で結婚式を挙げるように言われるが、アンを連れ出したのはフェントンだった。

## 材源
『ウィンザーの陽気な女房たち』のいくつかの要素はセル・ジョヴァンニ・フィオレンティーノ（Ser Giovanni Fiorentino）の短編集『愚か者（Il Pecorone）』の翻案から取られている。その中の1つは、ウィリアム・ペインター（William Painter）の『快楽の宮殿（The Palace of Pleasure）』の中にも含まれている。

## 創作年代とテキスト
作品が作られた時期はわかっておらず、出版の登録がされた1602年より数年前だったと思われる。劇中でミストレス・クィックリーによるガーター勲章への言及があり、さらに1592年イングランドを訪れ、1597年にガーター勲章を受けたドイツの公爵ヴュルテンベルク公フリードリヒ1世についての言及がある。このため、1790年にエドモンド・マローンはこの芝居はガーター騎士団の叙任式のために書かれ、上演されたのではないかと考えた。ウィリアム・グリーンは、シェイクスピアの一座のパトロンであった宮内大臣ジョージ・ケアリーが1597年4月にガーター勲章を授かった時のために書かれたと考えている。もしそうなら、おそらくこの劇は4月23日の祝宴にエリザベス1世が出席した際に上演されたのであろう。しかし、それは初演でなかったかも知れない。一般の劇場で上演されたことも考えられる。
本作がガーター勲章の式典のために書かれた芝居であるという説は推測でしかないが、1702年にジョン・デニス（John Dennis）が『ウィンザーの陽気な女房たち』を脚色した劇（後述）の序文に書いた記述もそれを裏付けている。さらに最初の現代版シェイクスピア全集を編集したニコラス・ロウ（Nicholas Rowe）によると、『ヘンリー四世』二部作を見て「恋するフォルスタッフ」を見たいと願ったエリザベス1世の依頼でシェイクスピアがこの劇を書いたことになっている。しかし、これは100年後の記述なので疑わしくもある。登場人物の設定における矛盾や、結末のいい加減なところは、エリザベス1世がシェイクスピアに劇を書かせたという説を裏付けるものだが、『ヘンリー五世』以降に書かれたことを意味しているようにも見える。たとえば、登場人物ページのファーストネームは、ある箇所では「トーマス」ある箇所では「ジョージ」と呼ばれている。同様に第5幕でアン・ペイジが着る妖精の衣裳にも「白衣」と「緑衣」がある。韻文の台詞もシェイクスピアにしては出来が良くない。T・W・クレイクは、エリザベス女王に関する逸話はクォート版のタイトルページに御前上演の記述があることから生まれた単なるファンタジーであると考えている。しかし、ケアリーは女王の望みを役者たちに伝えることができる立場ではあったので、このせいでこうした伝説が生まれたのかもしれない。

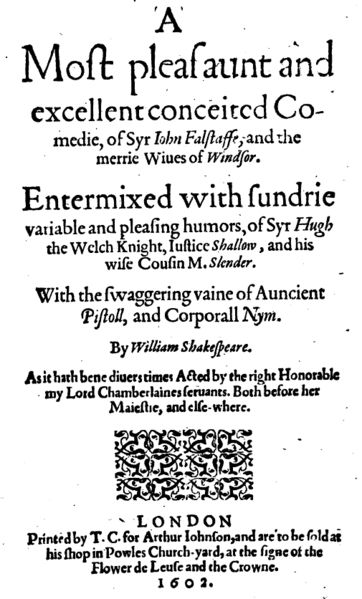
1602年の四折版（Q1）の表紙

ガーター勲章の式典節をどう解釈するかは意見が分かれている。もしこの説が正しいなら、シェイクスピアは『ヘンリー四世 第1部』と『ヘンリー四世 第2部』の間に『ウィンザーの陽気な女房たち』を書いたことになる。批評家たちにとってそれが信じ難いのは、『ヘンリー四世』と『ウィンザーの陽気な女房たち』の間にあるいろいろな矛盾のせいである。例えば、ピストルとシャローは『ヘンリー四世 第2部』で初めて出てくるキャラクターだが、『ウィンザーの陽気な女房たち』ではフォルスタッフとこうした人々のつながりは当然のものとして描かれている。さらに、反乱（『ヘンリー四世 第1部』）、あるいはフランスのイングランド侵入（『ヘンリー四世 第2部』）のような、15世紀にフォルスタッフがかかわり、史劇でも言及があるような大事件の気配が一切ない。T・W・クレイクは、『ウィンザーの陽気な女房たち』を非常に早く仕上げる必要があったため、シェイクスピアは『ヘンリー四世 第2部』をほぼ書いたところで中断してそちらに移ったのだと示唆している。もうひとつのありうる説明としては、『ヘンリー四世 第2部』のエピローグでフォルスタッフの再登場が約束されているにもかかわらず、『ヘンリー五世』にはサー・ジョンが登場しないため、『ウィンザーの陽気な女房たち』はこの約束を守って埋め合わせするために書かれたというものである。
少なくともこの芝居の一部は1597年の『ヘンリー四世 第1部』初演の前後に書かれた。フォルスタッフは当初、歴史上の人物であるサー・ジョン・オールドカースルの名をもらうはずであったが、おそらくこれがオールドカースルの子孫の気分を害したため議論が巻き起こり、シェイクスピアはキャラクターの名前を変更した。第五幕第五場85-90行目や、第四幕第五場6行目あたりに、おそらく「オールドカースル」という名前を想定して書かれたと思われる形跡があるからである。
1602年1月18日は『ウィンザーの陽気な女房たち』が書籍出版業組合の記録に登録された日付で、その後、書籍商アーサー・ジョンソンによって粗悪なテキストの最初の四折版（Q1）が出版された。第二の四折版（Q2）は1619年にウィリアム・ジャガードによって「フォールス・フォリオ」に収められた。より良いテクストであるファースト・フォリオが出版されたのは1623年のことである。
Q1の表紙には、この劇が「女王陛下の御前で、それ以外の場所で」宮内大臣一座（Lord Chamberlain's Men）によって演じられたと書かれてある。はっきりわかっているうちで最も早い公演は1604年11月4日のホワイトホール宮殿である。他にも、1638年11月15日にコックピット座（Cockpit Theatre）で上演された。

## 分析と批評

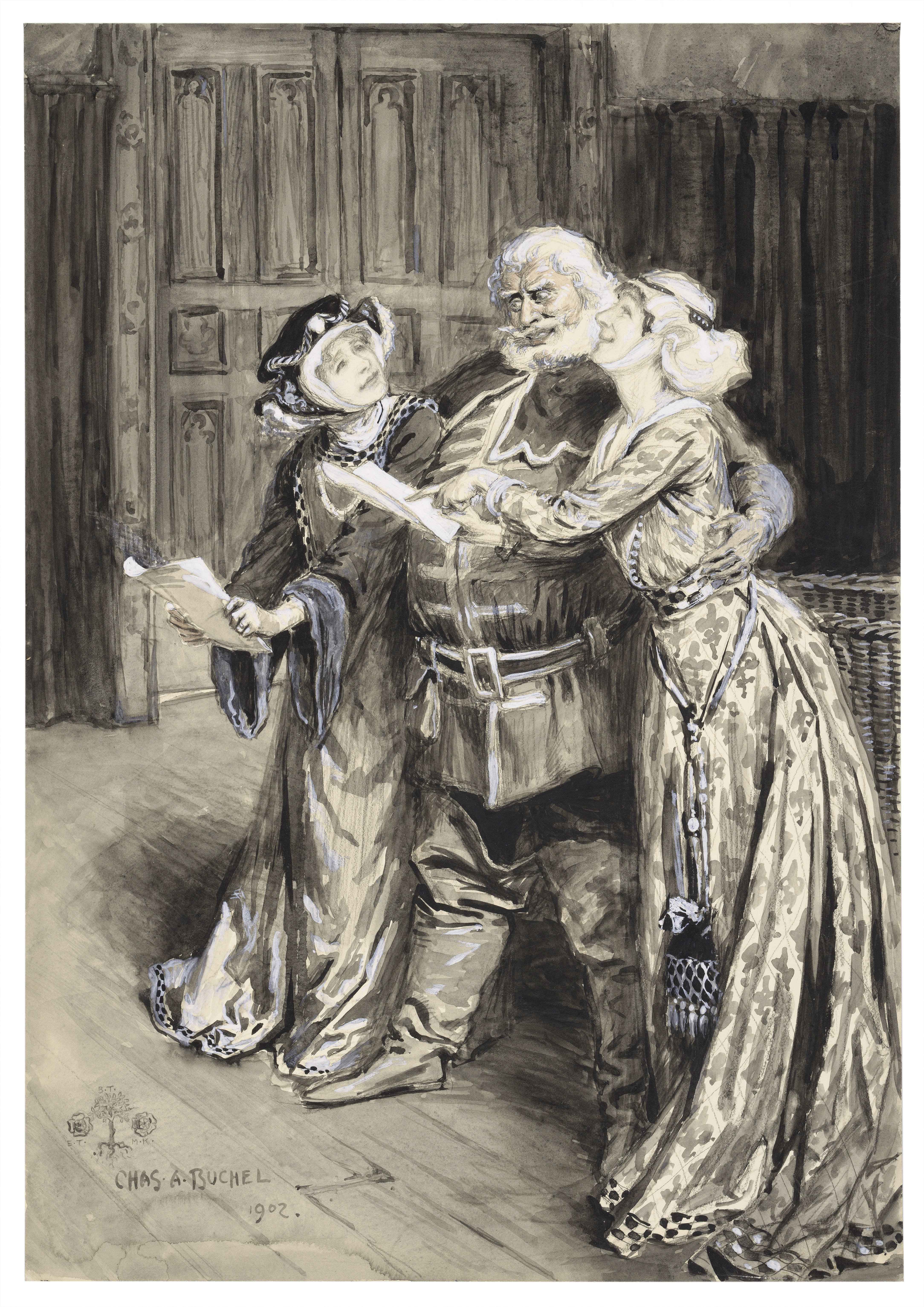
1902年、ハーバート・ビアボーム・トゥリーがフォルスタッフ、エレン・テリーがペイジ夫人、マッジ・ケンダルがフォード夫人を演じた再演の絵

『ウィンザーの陽気な女房たち』はシェイクスピアの作品の中でも出来が良くない作品の一つで、この作品のフォルスタッフは『ヘンリー四世』のフォルスタッフより劣っている、と考える批評家が多い。フォルスタッフはシェイクスピアが生みだした中でも最も生き生きとした登場人物であるにもかかわらず、劇作がうまくいかなかったというのは不可解であり、これをどうしたら十分説明できるかについては議論がある。ガーター説を信じるなら、ガーター勲爵士の祝宴で上演するため、厳しい時間的制約の中、たった14日で急いで書かれたことが理由かも知れない。レスリー・ホットソンなどはこの急な執筆を理由としてあげている。

## テーマ
『ウィンザーの陽気な女房たち』の鍵となるテーマは、「愛」「結婚」「嫉妬」「報復」「階級」「富」である。アイロニー、性的ほのめかし、嫌み、階級や国民性に対するステレオタイプな見方などである。シェイクスピア劇としては通常より現代に近いようなものの見方をテーマとして扱っているとも言える。
『ウィンザーの陽気な女房たち』はイングランド中流階級の階級偏見を中心に置いている。下層階級を代表するのはバードルフ、ピストル、ニム（いずれもフォルスタッフの仲間）であり、上流階級を代表するのはサー・ジョン・フォルスタッフ、フェントンらである。作品の中でシェイクスピアはラテン語と英語の誤用を使って、フランス人やウェールズ人の語り口を表現している。例えば、カイアス医師やサー・ヒュー・エヴァンズの訛りは強調されており、非常にユーモラスなものになっている。カイアスは大げさなフランス風の訛りで話し、エヴァンズはフォルスタッフが文句を言うほど強いウェールズ訛りで話す(5.5.135)。喜劇的効果のほとんどは登場人物間の誤解から生じている。
この芝居においては、性的な嫉妬の扱いが『オセロー』や『冬物語』のようなシェイクスピアの他の芝居と違っていると考える学者もいる。レオンティーズやオセローの嫉妬は根深く危険なものであるが、フォードの嫉妬は笑いものにされている。エリザベス朝の突出したテーマとして「寝取られ」があり、エリザベス朝人は嬉々として夫を裏切って浮気する女性、結婚した男が妻に騙されるといったモチーフを好んでいた。寝取られた夫は「wear horns（嫉妬の角を生やす）」と呼ばれ、たとえそれがフォルスタッフが隠れるbuck-basket（洗濯籠）のbuck（牡鹿）という言葉であっても、角もしくは角の生えた動物への言及は満場を唸らせたことであろう。

## 上演史
『ウィンザーの陽気な女房たち』はイングランドの王の空位期間（English Interregnum）後の1660年に再開された劇場で上演された最初のシェイクスピア劇の1つである。サミュエル・ピープスは、1660年12月6日、1661年、1667年にキングス・カンパニー（King's Company）で上演されたのを見た（しかしどれも好きではなかった）と書いている。1702年、デニスがこの劇の脚色（それは「改悪」と呼ばれた）を依頼され、『滑稽な伊達男（The Comical Gallant, or the Amours of Sir John Falstaff） 』を書いたが、それは失敗作だった。1824年はフレデリック・レイノルズがヘンリー・ローリー・ビショップとのオペラ翻案シリーズに『ウィンザーの陽気な女房たち』を加えた。チャールズ・キーン（Charles Kean）は1851年にシェイクスピアのテキストに戻して公演した。アーサー・サリヴァンは1874年、ロンドンのゲイエテイ座の公演で第五幕で使用するための付随音楽を作曲し、これは1889年のヘイマーケット座の公演でも使われた。
第一次世界大戦中のイングランドの反独感情の時代には、王家のサクス＝コバーグ＝ゴータ家がウィンザー家になるなど、多くのドイツ語名とタイトルが英語的な響きのものに改められた。ドイツ皇帝ヴィルヘルム2世は、「ザクセン＝コーブルク＝ゴータの陽気な女房たち」の公演を観るために出かけた、という冗談でそれに対抗した。

## アダプテーション（脚色・翻案）
- 『滑稽な伊達男』（1702年） - ジョン・デニスによる改訂・脚色版。
- 『ファルスタッフ』（1799年） - アントニオ・サリエリ作曲のオペラ・ブッファ。台本はCarlo Prospers Defranchesi。
- 『フォルスタッフ』（1838年） - マイケル・ウィリアム・バルフのオペラ。
- 『ウィンザーの陽気な女房たち』（1849年） - ドイツの作曲家オットー・ニコライ作曲のジングシュピール。このオペラ(ジングシュピール)はドイツ語の台詞を多数含み、登場人物の場前もドイツ風に変えられている。物語はフェントンとアンのロマンスをより強調している。フォルスタッフの女装の場面を含む唯一の翻案である。
- 『ファルスタッフ』（1893年） - ジュゼッペ・ヴェルディの最後のオペラ。台本はアッリーゴ・ボーイト。この劇を基にしたものだが、大部分のオペラ同様に登場人物と筋に相違がある。例えば、アン（ナネッタと呼ばれている）はペイジ夫人ではなくフォード夫人の娘で、父によってカイアス医師と婚約させられており、フォード夫人とペイジがフェントンとの駆け落ちを手助けしようとたくらむ。ペイジ氏、スレンダー、シャロー。サー・ヒュー・エヴァンズなどの多くの人物は出てこない。フォルスタッフのキャラクターを具体的にするため、台本作家のボーイトは『ヘンリー四世』二部作からいくつか素材をとってきており、『ヘンリー四世 第1部』第一幕第二場の「名誉」に関する有名な独白なども台本に含んでいる。本作は広く『ウィンザーの陽気な女房たち』の最良のオペラ化であり、偉大な喜劇的オペラのひとつと広く見なされている。
- 『恋するサー・ジョン』（1924年 - 1928年） - イギリスの作曲家レイフ・ヴォーン・ウィリアムズのオペラ。台本の大部分はシェイクスピアのテクストから直接とられており、オペラ化としては最も原作に忠実である。全てのキャラクターを登場させ胃、カイアス医師とサー・ヒュー・エヴァンズの決闘などの脇筋も保持している唯一の版である。
- 『法螺侍』（1999年） - 高橋康也による狂言への翻案であり、新宿のスペース・ゼロで1999年に野村万作及び野村萬斎の出演で初演され、2009年に東京芸術劇場で再演された[13]。
- 2012年、ロンドンのシェイクスピアズ・グローブで実施されたグローブ・トゥ・グローブ・フェスティバルで、ジョシュア・オグトゥによるスワヒリ語版が上演された。
- 2012年のオレゴン・シェイクスピア・フェスティバルで、アリソン・ケアリが本作を政治諷刺劇『アイオワ州ウィンザーのとても陽気な女房たち』(The Very Merry Wives of Windsor, Iowa)として翻案し、上演した。
- 2012年、ヴァンクーヴァーのバード・オン・ザ・ビーチのシーズンに、演出家のジョナ・ライトが1968年のオンタリオ州ウィンザーに設定を移して上演した。
- 『不破留寿之太夫』（2014年） - 『ヘンリー四世』二部作及び『ウィンザーの陽気な女房たち』をもとにした文楽の新作で、河合祥一郎が脚本を執筆し、国立劇場で2014年9月6日から22日まで上演された[14]。
- 『クリミナル・マインド FBI行動分析課』のエピソード「ヒースリッジ・マナー」 ("Heathridge Manor") で、行動分析課が女性をニコチンにひたしたドレスで殺害するシリアルキラーを追う。行動分析課は後でドレスが『ウィンザーの陽気な女房たち』を上演した地元のプロダクションで使われたものに基づいていることことをつきとめる。ドクター・スペンサー・リードは被害者の顔の化粧がふつうは上流階級のメンバーがするようなものであったこと、『ウィンザーの陽気な女房たち』はミドルクラスについての芝居であることに気付く。さらなる調査で、殺人犯の母は同じ劇団の『ウィンザーの陽気な女房たち』の上演で小さな役を演じたことがあり、テキスタイル業界の女相続人であったことがわかる。殺人犯の母は精神的に問題をかかえており、芝居に出演している他の女優が悪魔の女房であるという妄想を抱いてこの芝居で共演した女優を刺殺していた。この妄想を息子と娘にもうつしていたことがわかる。母は触法精神障害者として病院に収容され、子どもたちは悪魔の女房だと信じて、ニコチンにひたした舞台衣装に基づくドレスを使って女性たちを殺し始めた。

### 日本語訳テキスト
- ウィンザーの陽気な女房 - 訳：坪内逍遥（中央公論社）1934

新版：新樹社、名著普及会。電子書籍で再刊（2015年より）
- 訳：三神勲・西川正身（河出書房・市民文庫、1952 / 筑摩書房・筑摩世界文学大系16）
- 訳：大山敏子（旺文社文庫）1978
- 訳：小田島雄志、解説：村上淑郎（白水社）1978 / 白水Uブックス 1983
- 訳：松岡和子（ちくま文庫）2001